# ناثانيل جارفيس
ناثانيل جارفيس (بالإنجليزية: Nathaniel Jarvis)‏ (20 أكتوبر 1991 بكارديف في المملكة المتحدة - ) هو لاعب كرة قدم ويلزي في مركز الهجوم. شارك مع منتخب أنتيغوا وباربودا لكرة القدم. أما مع النوادي، فقد لعب مع فوريست غرين وكارديف سيتي ونيوبورت كونتي ونادي كيدرمينستر هاريرز لكرة القدم وBrackley Town F.C. ‏ ونادي باث سيتي ونادي غلوستر سيتي ونادي ساوثيند يونايتد وCirencester Town F.C. ‏ ونادي هانجرفورد تاون.

## وصلات خارجية
- ناثانيل جارفيس على موقع قاعدة بيانات كرة القدم.إي يو (الإنجليزية)
- ناثانيل جارفيس على موقع Soccerbase.com (لاعب) (الإنجليزية)
- ناثانيل جارفيس على موقع Soccerway.com (الإنجليزية)